# Valkenswaard
Pronunciação
Valkenswaard é uma cidade dos Países Baixos na província de Brabante do Norte. Fica localizada a sul da cidade de Eindhoven. Em 2009 a cidade tinha 30.776 habitante e em 2014 ainda mantem praticamente o mesmo número, com pequena queda (30.353). Sua área se estende por 56,49 km2.
O nome Valkenswaard decorre de sua história relacionada à falcoaria. "Valk" é a palavra holandesa para "falcão". A cidade está localizada em uma área que fazia parte de uma rota de migração de falcões. Entre os séculos XV e XIX eram comuns atividades de falcoaria na região de Valkenswaard, mas atualmente os falcões não são mais capturados por lá.  
Nos dias atuais a cidade é conhecida, principalmente, pela produção de charuto. Nos séculos XIX e XX foram criadas várias fábricas de charutos em Valkenswaard e entre as marcas mais conhecidas se destacam a Willen II e Hofnar. 
A língua falada em Valkenswaard é o Kempenlands, que é considerado um dialeto semelhante ao neerlandês coloquial.